# Szomor
Szomor é um município da Hungria, situado no condado de Komárom-Esztergom. Tem 13,2 km² de área e sua população em 2015 foi estimada em 1.051 habitantes.